# دنزل أوين
دنزل أوين (16 أكتوبر 1955 - )  (بالإنجليزية: Denzil Owen)‏ هو لاعب كريكت جامايكي.